# Лук'яненко Вероніка Олегівна
Вероніка Олегівна Лук'яненко (нар. 26 червня 2002, Київ) — українська актриса кіно та дубляжу, солістка колективу «Kids-Pro» (Dance Centre MyWay).

## Життя і творчість
Вероніка Лук'яненко народилася 2002 року у Києві. Навчалася у Київській спецшколі англійської мови, а також у музичній школі з естрадного вокалу та грі на синтезаторі. Опановувала сучасні танці у колективі. Наразі зірка не в Україні «LIL D».
Була ведучою:
- «Київський вальс» на Співочому Полі,
- Президентський концерт у Палаці Україна та в Оперному театрі «На крилах творчості»,
- концерт дитячих творчих колективів на Хрещатику,
- конкурс «Міс Шкільна красуня Києва-2011»,
- свято Перший дзвоник на Хрещатику.

З 2018 року навчається у майстерні Богдана Бенюка Київському національному університеті театру, кіно і телебачення імені Івана Карпенка-Карого.

## Фільмографія

### Ролі в кіно
- 2020 — Євродиректор — Учениця Віра
- 2020 — Папаньки 2 — Віка
- 2019 — «Школа. Випускний» — Єва Аністратенко (головна роль)
- 2019 — Таємниці — Оля
- 2019 — Додому — Маша
- 2020 — Папаньки — Віка
- 2018 — Хто ти? —
- 2018 — Затемнення —
- 2018 — Добровольці — Ганна Жиліна, підліток (головна героїня в дитинстві)
- 2018 — Дівчатка мої — Юля
- 2017 — Строк давності — Аліса, донька Віктора (головна роль)
- 2017 — Тато Ден — Вірджинія Фролова головна роль
- 2017 — Відчайдушний домогосподар — Ляля Нефьодова, донька Бориса і Марини (головна роль)
- 2017 — Лікар Ковальчук — Дарина
- 2016 — 2018 — Черговий лікар — Олена
- 2016 — Чорна квітка — Алла
- 2016 — Центральна лікарня — Марина Семьонова, пацієнтка з вогнестрілом
- 2016 — Пробач — Ніка, подружка Дениса
- 2016 — Між коханням та ненавистю — Ліза в дитинстві
- 2016 — Команда — Христинка, донька Кожем'якіна
- 2016 — Забудь мене, мама! — Марина в дитинстві
- 2016 — 25-а година — Ілона
- 2015 — Офіцерські дружини — Надя в дитинстві (головна роль)
- 2014 — Впізнай мене, якщо зможеш — Світлана в дитинстві
- 2014 — Лабіринти долі — Соня
- 2014 — Повернення Мухтара 9 — Олена (серія «Люк»)
- 2013 — 2014 — Команда — Христинка, донька Кожем'якіна
- 2010 — Коли на південь полетять журавлі — Катя

### Художні фільми
- «Анабель. Створення» — Дженіс (головна роль)
- «Родина за Хвилину» — Ліззі (головна роль)
- «Тебе ніколи тут не було» — Ніна Вотто (головна роль)
- «Знову вдома» — Ізабель (головна роль)
- «Дива з небес» — (головна роль)
- «Леді бос» — (головна роль)
- «Штрафник» — Сашка (головна роль)
- «Геошторм» — (головна роль)
- «Кулачний бій» (головна роль)
- «Поліна і таємниця кіностудії» — Поліна (головна роль)
- «Земля Майбутнього. Світ за межами» — Афіна (головна роль)
- «Сторожова застава»
- «Гаррі Поттер і філософський камінь»
- «Гаррі Поттер і таємна кімната»
- «Гаррі Поттер і в'язень Азкабану»
- «Гаррі Поттер і келих вогню»

Також: «Той, що біжить лабіринтом 3», «П'ята хвиля», «Прибуття», Астрал«», «Дзвінки», «Людина-Павук 2», «Фантастичні звірі і де їх шукати», «Лара Крофт» тощо.

### Мультиплікаційні фільми
- «Диво-парк» — Джун (головна роль)
- «Левина варта» — Фулі (головна роль)
- «Майлз із майбутнього» — Лоретта (головна роль)
- «Добриня Микитич та Змій Горинич» — середня пліткарка
- «Олешко Попович і Тугарин Змій» — Любава
- «Олівер і Компанія» — Дженні

Також: «Губка Боб Квадратні Штани», «Софія Прекрасна», «Джейк і пірати з Небувалії» тощо.

### Художні фільми
- «Сторожова застава»
- «Думай як пес»
- «Три секунди»
- «Мала з характером»
- «Авангард: Арктичні вовки»

## Досягнення
- Переможниця конкурсів з естрадного вокалу «Південний експрес», «Пісенна скарбниця», «Чорногорська дуга-2011» у місті Будва (Чорногорія);
- Переможниця конкурсів краси:
  - Міс шкільна красуня Києва-2010;
  - Міс Україна-Барбі-2010;
  - Міс талант Україна-Барбі 2010;
  - Маленька Міс Києва-2011.

## Хобі
- Вокал
- Танці (хіп-хоп). Брала участь у 8-му сезоні талант-шоу «Танцюють всі!» у 2015 році.